# Leryn Franco
Leryn Franco (ur. 1 marca 1982 w Asunción) – paragwajska oszczepniczka i modelka.
Trzy razy startowała w igrzyskach olimpijskich. W 2004 r. zajęła 21. miejsce w grupie A oraz 42. w klasyfikacji końcowej eliminacji. Cztery lata później na igrzyskach w Pekinie ponownie brała udział w eliminacjach rzutu oszczepem i uzyskała 25. wynik w grupie B i zajęła 51. miejsce w końcowej klasyfikacji eliminacji. W 2012, plasując się na 34. pozycji, po raz trzeci odpadła w fazie eliminacyjnej igrzysk olimpijskich. Stawała na podium mistrzostw Ameryki Południowej w kategorii juniorów młodszych, juniorów, młodzieżowców oraz seniorów. Uczestniczka uniwersjad oraz mistrzostw świata. 
Rekord życiowy: 57,77 (8 czerwca 2012, Barquisimeto) – rezultat ten jest aktualnym rekordem Paragwaju. 
W 2006 roku zajęła drugie miejsce w wyborach Miss Paragwaju. W tym samym roku brała też udział w konkursie piękności Miss Bikini Universe. Przez amerykański serwis bleacherreport.com została, w 2010 roku, uznana najładniejszą sportsmenką wszech czasów.

## Osiągnięcia
| Rok  | Impreza                                            | Miejsce             | Pozycja           | Wynik |
| ---- | -------------------------------------------------- | ------------------- | ----------------- | ----- |
| 1998 | Mistrzostwa Ameryki Południowej juniorów młodszych | Manaus              | 1. miejsce        | 40,26 |
| 1999 | Mistrzostwa Ameryki Południowej juniorów           | Concepción          | 3. miejsce        | 46,50 |
| 1999 | Mistrzostwa świata juniorów młodszych              | Bydgoszcz           | el. – 14. miejsce | 43,56 |
| 2000 | Mistrzostwa Ameryki Południowej juniorów           | São Leopoldo        | 3. miejsce        | 46,50 |
| 2001 | Uniwersjada                                        | Pekin               | 10. miejsce       | 43,69 |
| 2001 | Mistrzostwa Ameryki Południowej juniorów           | Santa Fe            | 1. miejsce        | 47,01 |
| 2003 | Igrzyska panamerykańskie                           | Santo Domingo       | 8. miejsce        | 50,21 |
| 2003 | Mistrzostwa świata                                 | Paryż               | el. – 24. miejsce | 51,13 |
| 2004 | Młodzieżowe mistrzostwa Ameryki Południowej        | Barquisimeto        | 1. miejsce        | 51,53 |
| 2004 | Igrzyska olimpijskie                               | Ateny               | el. – 42. miejsce | 50,37 |
| 2007 | Igrzyska panamerykańskie                           | Rio de Janeiro      | 8. miejsce        | 52,24 |
| 2007 | Uniwersjada                                        | Bangkok             | 10. miejsce       | 52,24 |
| 2007 | Mistrzostwa Ameryki Południowej                    | São Paulo           | 3. miejsce        | 53,80 |
| 2008 | Igrzyska olimpijskie                               | Pekin               | el. – 51. miejsce | 45,34 |
| 2009 | Uniwersjada                                        | Belgrad             | el. – 14. miejsce | 48,26 |
| 2011 | Mistrzostwa Ameryki Południowej                    | Buenos Aires        | 2. miejsce        | 55,66 |
| 2011 | Igrzyska panamerykańskie                           | Guadalajara         | 13. miejsce       | 48,70 |
| 2012 | Mistrzostwa ibero-amerykańskie                     | Barquisimeto        | 2. miejsce        | 57,77 |
| 2012 | Igrzyska olimpijskie                               | Londyn              | el. - 34. miejsce | 51,45 |
| 2013 | Mistrzostwa Ameryki Południowej                    | Cartagena de Indias | 4. miejsce        | 54,79 |
| 2014 | Igrzyska Ameryki Południowej                       | Santiago            | 5. miejsce        | 52,86 |